# 日本貨物鉄道九州支社

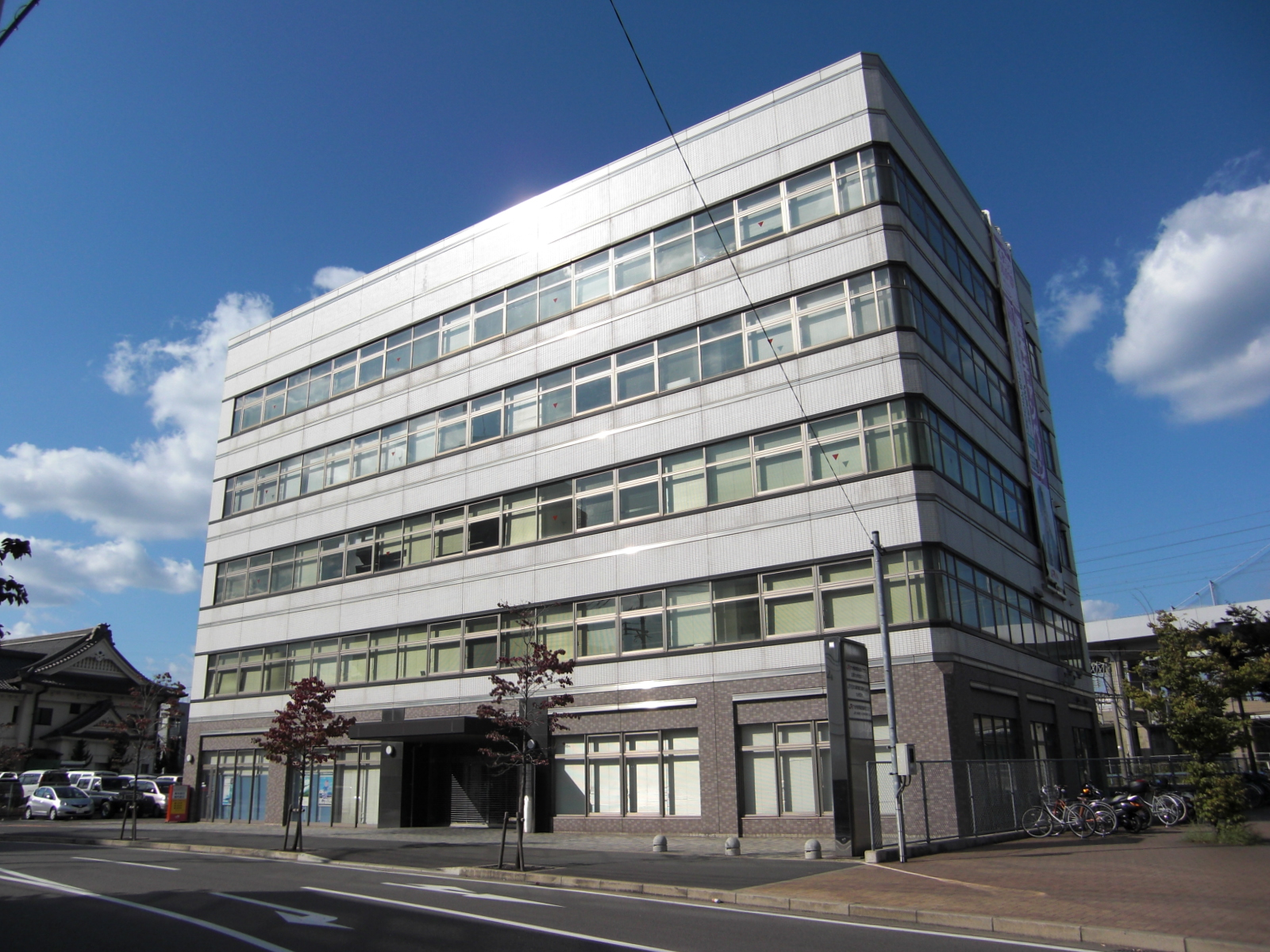
日本貨物鉄道九州支社（JR九州北部九州地域本社ビル4F）

日本貨物鉄道九州支社（にっぽんかもつてつどうきゅうしゅうししゃ）とは、日本貨物鉄道（JR貨物）の支社の一つ。所在地は福岡県北九州市小倉北区室町三丁目2番57号九州旅客鉄道北部九州地域本社ビル4F。
国鉄時代の九州総局ならびに大分・熊本・鹿児島の3ヶ所の鉄道管理局の貨物部門の流れを汲み、九州旅客鉄道（JR九州）のエリア内における鉄道貨物輸送を管轄する。

## 支店・営業所
- 支店
  - 九州北部支店
    - 所在地：福岡県福岡市東区箱崎埠頭2丁目3番2号（福岡貨物ターミナル駅構内）

  - 九州南部支店
    - 所在地：熊本県熊本市西区蓮台寺4丁目1番15号（熊本駅構内）
- 営業所
  - 北九州営業所（九州北部支店管轄）
    - 所在地：福岡県北九州市門司区大里新町11番3号（北九州貨物ターミナル駅構内）

  - 鳥栖営業所（九州北部支店管轄）
    - 所在地：佐賀県鳥栖市原町字大野1370-4（鳥栖貨物ターミナル駅構内）

  - 佐賀営業所（九州北部支店管轄）
    - 所在地：佐賀県佐賀市鍋島町八戸字上深町3010（鍋島駅構内）

  - 大分・宮崎営業所（九州北部支店管轄）
    - 所在地：大分県大分市浜の市1番1号（西大分駅構内）

  - 鹿児島営業所（九州南部支店管轄）
    - 所在地：鹿児島県鹿児島市浜町2番6号（鹿児島貨物ターミナル駅構内）

## 保有路線

### 第一種鉄道事業路線
| 線名     | 区間                          | 営業キロ | 備考                 |
| -------- | ----------------------------- | -------- | -------------------- |
| 鹿児島線 | 香椎駅 - 福岡貨物ターミナル駅 | 3.7km    | 本線との重複区間含む |

### 第二種鉄道事業路線
| 線名               | 区間                            | 営業キロ | 第一種鉄道事業者 |
| ------------------ | ------------------------------- | -------- | ---------------- |
| 鹿児島線           | 門司港駅 - 八代駅               | 232.3km  | 九州旅客鉄道     |
| 鹿児島線           | 川内駅 - 鹿児島貨物ターミナル駅 | 49.3km   | 九州旅客鉄道     |
| 山陽線             | 下関駅 - 北九州貨物ターミナル駅 | 6.3km    | 九州旅客鉄道     |
| 長崎線             | 鳥栖駅 - 鍋島駅                 | 28.0km   | 九州旅客鉄道     |
| 日豊線             | 小倉駅 - 佐土原駅               | 326.7km  | 九州旅客鉄道     |
| 肥薩おれんじ鉄道線 | 八代駅 - 川内駅                 | 116.9km  | 肥薩おれんじ鉄道 |

## 車両工場
- 小倉車両所

## 車両基地
- 門司機関区（門）

## 乗務員区所
- 門司機関区
  - 鹿児島派出
- 福岡総合鉄道部
- 鳥栖総合鉄道部
- 大分総合鉄道部

## 保全センター
- 九州保全技術センター

## 管内の駅
2024年4月1日現在の駅一覧。この書体で*印が付く駅は、コンテナ貨物の取扱駅。
- 鹿児島線
  - 北九州貨物ターミナル駅*・東小倉駅・浜小倉駅・黒崎駅・福岡貨物ターミナル駅*・鳥栖貨物ターミナル駅*・大牟田駅・熊本駅*・八代駅*・川内駅*・鹿児島貨物ターミナル駅*
- 長崎線
  - 鍋島駅*
- 日豊線
  - 西大分駅*・鶴崎駅・延岡駅*・南延岡駅*・佐土原駅・
- オフレールステーション（ORS）
  - 大牟田ORS・有田ORS・長崎ORS・佐土原ORS・都城ORS

### 廃駅
- 1989年（平成元年）10月1日廃止 - 金田駅・勾金駅
- 1991年（平成3年）7月31日廃止 - 宮崎コンテナセンター
- 1993年（平成5年）12月1日廃止 - 竜田口駅・細島駅
- 1997年（平成9年）3月22日廃止 - 杵築駅
- 1998年（平成10年）4月1日廃止 - 博多港駅
- 1999年（平成11年）4月1日廃止 - 石原町駅
- 2001年（平成13年）4月1日廃止 - 羽犬塚駅
- 2005年（平成17年）4月1日廃止 - 上熊本駅
- 2005年（平成17年）12月10日廃止 - 荒木駅
- 2006年（平成18年）3月18日廃止 - 鳥栖駅
- 2006年（平成18年）4月1日廃止 - 久留米駅・荒尾駅
- 2007年（平成19年）4月1日廃止 - 神埼駅
- 2008年（平成20年）9月5日廃止 - 外浜駅
- 2009年（平成21年）4月1日廃止 - 幸崎駅[1]
- 2016年（平成28年）10月1日廃止 - 苅田港駅
- 2022年（令和4年）9月23日廃止 - 有田駅・長崎駅